# Адолф фон Брудерман
Адолф фон Брудерман (Беч, 2. јун 1854 — Беч, 26. октобар 1945) био је генерал коњице аустроугарске војске. Служио је током Првог светског рата.

## Лични живот
Адолф је био најмлађе од четворо деце генерал-мајора Рудолфа Јохана фон Брудермана (1810–1889) и његове жене Гизеле фон Барбаци (1815–1855), који су имали још два сина, Антона (1847–1881) и Рудолфа (1851–1941) и ћерку Гизелу Елизабету (1852–1917). Адолфова браћа су се такође бавила војном каријером. Адолф се 6. марта 1886. оженио Франциском Јулијаном (рођеном Стржиговски) у Бјала Амалија, са којом је имао три ћерке и једног сина.

## Војна каријера
Брудерман је започео своју војну обуку у Кадетенаншталту (нем. Kadettenanstalt) у Марибору, а затим је, као и његова два старија брата, уписао Терезијанску војну академију у Винер Нојштату 1869. Године 1874. завршио је студије на академији и ступио у службу као поручник у Уланском пуку бр. 1. Након унапређења у првог поручника (нем. Oberleutnant)  1. маја 1879. и Хауптмана тј. капетана друге класе 1. новембра 1889. и одликовања Витешког крста прве класе Албертовог реда од Краљевине Саксоније, постао је инструктор у војној школи за обуку инструктора јахања 1. маја 1890. Остао је тамо до 20. јула 1904. (са изузетком неколико прекида у служби у 1. Уланском пуку између 1894. и априла 1899.). Постао је познати инструктор јахања и добио је крст за војничке заслуге треће класе 1894. и бронзану медаљу за војничке заслуге у септембру 1904. за свој успех као инструктор. Добио је и бројне награде страних држава: Краљевски орден круне треће класе од Краљевине Пруске у априлу 1893. године, орден белог слона четврте класе из Сијама у јануару 1898. године, орден Црвеног орла треће класе из Краљевине Пруске у октобру 1898. године, официрски крст ордена Оранж-Насау из Холандије у децембру 1903. и командантов крст Ордена круне Италије из Краљевине Италије у јануару 1904. — у знак признања за његове коњаничке вештине.
Након што је унапређен у мајора 1. маја 1897. и у потпуковника (нем. Oberstleutnant) 1. новембра 1900. године, Брудерманова каријера као инструктора у школи јахања коначно је окончана када је постао командант 2. Уланског пука крајем јула 1904. Унапређен је 5. новембра 1904. у чин Оберста (пуковника). Као што је било уобичајено, добио је Орден гвоздене круне треће класе у августу 1908. након три године успешног руковођења својим пуком.
У априлу 1910. Брудерман је преузео команду над 3. Коњичком бригадом у Марибору, а 28. октобра 1910. унапређен је у чин генерал -мајора. Постављен је за команданта 3. Коњичке дивизије у Бечу јуна 1913, а 3. новембра 1913. унапређен је у заменика фелдмаршала (нем. Feldmarschalleutnant). Добијање овог чина и командовања дивизијом било је крајње необично за официра који није похађао ратну школу. У нормалним околностима, ово достигнуће би било врхунац његове каријере и он би се пензионисао након 40 година службе, али је избијање Првог светског рата продужило његову војну каријеру.

### Први светски рат
Након што је Први светски рат почео Аустроугарским ултиматумом и објавом рата Србији 28. јула 1914, Брудерман је остао командант 3. Коњичке дивизије. У јуну 1916, док је задржао команду над дивизијом, постао је и командант Коњичког корпуса Брудерман, који је тог месеца основан. Ова дивизија је претрпела страшне губитке у борбама и расформирана је августа 1916. године. Октобра 1916, обновио је Коњички корпус Брудерман, али је он у новембру 1916. поново распуштен због великих губитака. Ратовао је у Подолији, Буковини, Пољској и Молдавији. Његово нарушено здравствено стање приморало га је да одустане од командовања 3. Коњичке дивизије крајем 1916. и да се пријави за пензионисање, што му је одобрено у марту 1917. године. Пензионисан је са чином Генерал коњице са титулом и карактером (нем. General der Kavallerie mit Titel und Charakter).

## Каснији живот
Након пензионисања, Брудерман се повукао из јавног живота. Живео је повучено у Бечу у близини свог брата Рудолфа — такође пензионисаног генерала коњице, који је био јако популарна личност на оикупљањима војних ветерана— па је тако Адолф постао познат као „други Брудерман“. Адолф је умро 26. октобра 1945, убрзо по завршетку Другог светског рата. Сахрањен је у Средишљем бечком гробљу.

## Награде и почасти

### Аустроугарска одликовања
- Крст за војне заслуге треће класе (1894)
- Бронзана медаља за војничке заслуге  (септембар 1904)
- Орден гвоздене круне треће класе (август 1908)
- Орден гвоздене круне друге класе са ратним одликовањем (30. октобар 1914)
- Крст за војничке заслуге друге класе са ратним одликовањем (22. септембар 1915)
- Командантов крст Леополдовог реда са ратним одликовањем (март 1917)

### Одликовања страних држава
- Витешки крст прве класе Албертовог реда (Краљевина Саксонија)
- Краљевски орден круне треће класе ( Краљевина Пруска, април 1893)
- Орден белог слона четврте класе (Сијам, јануар 1898)
- Орден Црвеног орла треће класе (Краљевина Пруска, октобар 1898)
- Официрски крст Ордена Оранж-Насау (Холандија, децембар 1903)
- Командантски крст Ордена круне Италије (Краљевина Италија, јануар 1904)
- Краљевски орден круне прве класе (Краљевина Пруска, јул 1914)
- Гвоздени крст друге класе (Немачко царство, март 1915)